# Torres de Oeste
Las Torres de Oeste son un conjunto de defensas que ordenó construir el obispo Cresconio tras repeler un ataque vikingo, en la localidad de Catoira (provincia de Pontevedra, Galicia, España), para proteger Santiago de Compostela de una incursión desde el Atlántico. En 1719 también protegieron el puerto de Padrón contra un ataque de los ingleses.
Fueron declaradas Monumento histórico-artístico perteneciente al Tesoro Artístico Nacional mediante decreto de 3 de junio de 1931. Son, por tanto, Bien de Interés Cultural.
En la década de 1970 se llevó a cabo una restauración.

## Romería vikinga
Desde 1961, el primer domingo de agosto se celebra en el lugar una fiesta pagana en la que se recrea la defensa de las torres de un ataque normando.